# Distretto di Guntur
Guntur è un distretto dell'India di 4 465 144 abitanti, che ha come capoluogo Guntur e fa parte dello stato di Andhra Pradesh, nel sud dell'India. A Guntur si trova una delle più grandi università dell'India, l'Acharya Nagarjuna University.

## Mandals
1. Atchampet
2. Amaravathi
3. Amruthaluru
4. Bandarupalli
5. Bapatla
6. Bellamkonda
7. Bhattiprolu
8. Bollapalle
9. Chebrole
10. Cherukupalle
11. Chilakaluripet
12. Dachepalli
13. Duggiralla
14. Durgi
15. Edlapadu
16. Guntur
17. Gurazala
18. Ipuru
19. Kakumanu
20. Karempudi
21. Karlapalem
22. Kollipara
23. Kolluru
24. Krosuru
25. Machavaram
26. Macherla
27. Mangalagiri
28. Medikonduru
29. Muppalla
30. Mutluru
31. Nadendla
32. Nagaram
33. Nakarikallu
34. Narasaraopet
35. Nizampatnam
36. Nutakki
37. Nuzendla
38. Pedakakani
39. Pedakurapadu
40. Pedanandipadu
41. Phirangipuram
42. Piduguralla
43. Pittalavanipalem
44. Ponnur
45. Prathipadu
46. Rajupalem
47. Rentachintala
48. Repalle
49. Rompicherla
50. Sattenapalli
51. Savalyapuram
52. Siripuram
53. Tadikonda
54. Tenali
55. Thadepalle
56. Thulluru
57. Thotlapalem
58. Tsunduru
59. Vatticherukuru
60. Veldurthi
61. Vemuru
62. Vinukonda